# تلمبه زرندی‌ها
تلمبه زرندی‌ها یک منطقهٔ مسکونی در ایران است که در دهستان مشیز واقع شده‌است.